# Peugeot 207
Peugeot 207 — це компактні хетчбеки, що виробляються компанією Peugeot.

## Опис моделі
У 2006 році на мотор-шоу в Женеві відбулася презентація моделі Peugeot 207. Через великий попит на попередника новинка доповнює, а не замінює на конвеєрі сімейство 206. Гамма двигунів включала в себе бензинові мотори об'ємом 1,4-1,6 літра, а також дизельний 1.6. Версія RC оснащувалася турбомотором 1.6 потужністю 175 к.с. Так само як і попереднє покоління, автомобіль пропонувався в декількох типах кузова. 

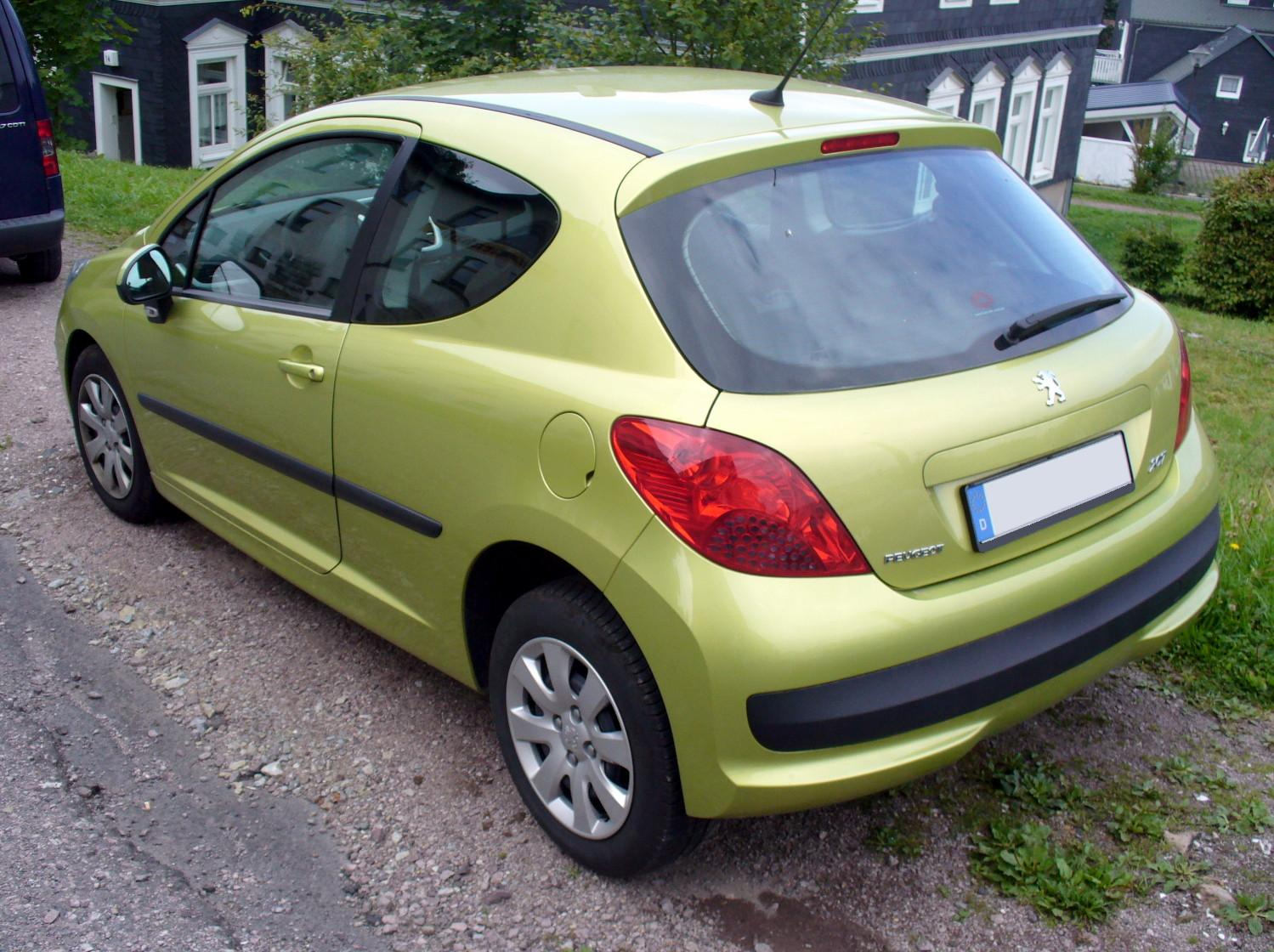
207 3д
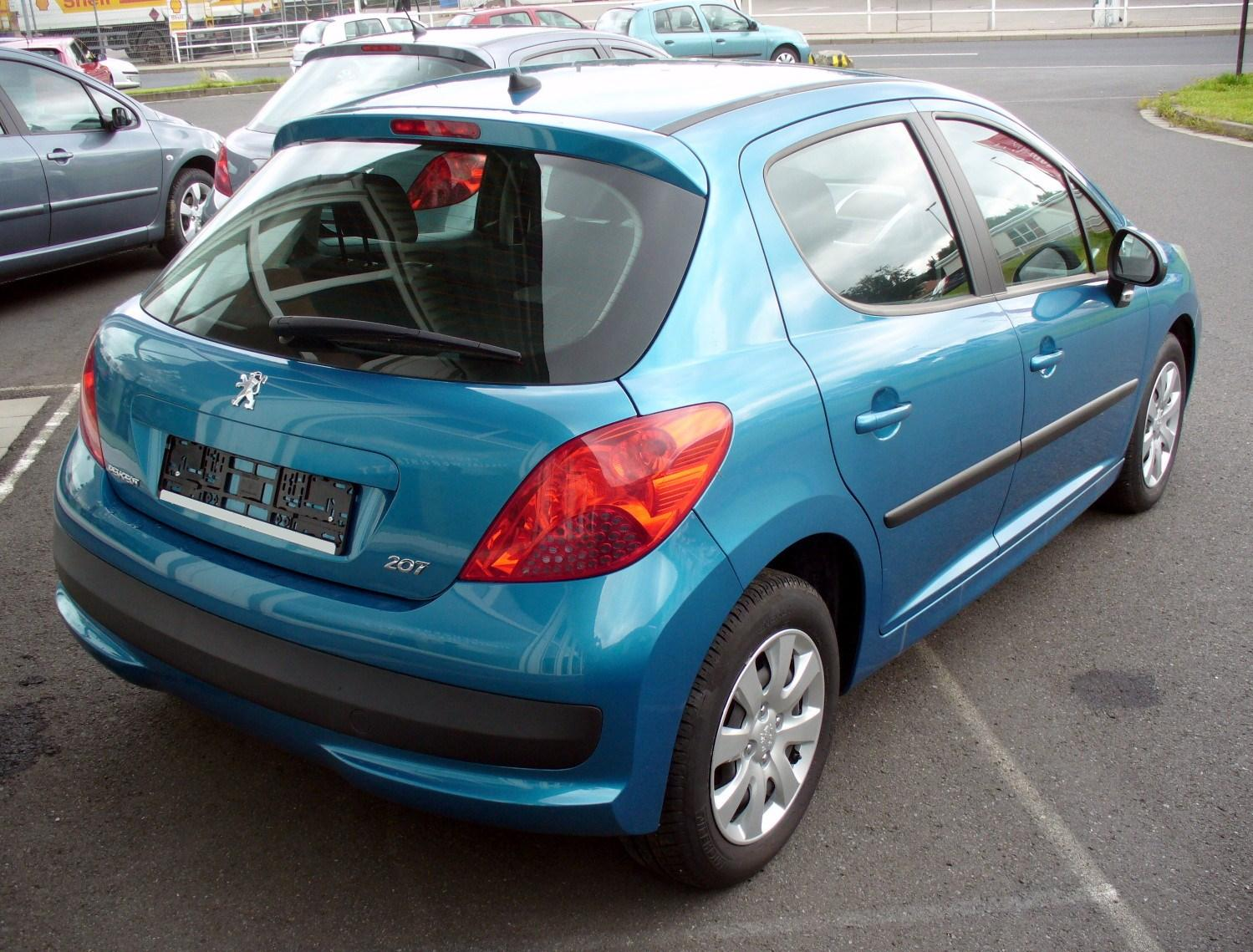
Peugeot 207 5д (2006–2009)
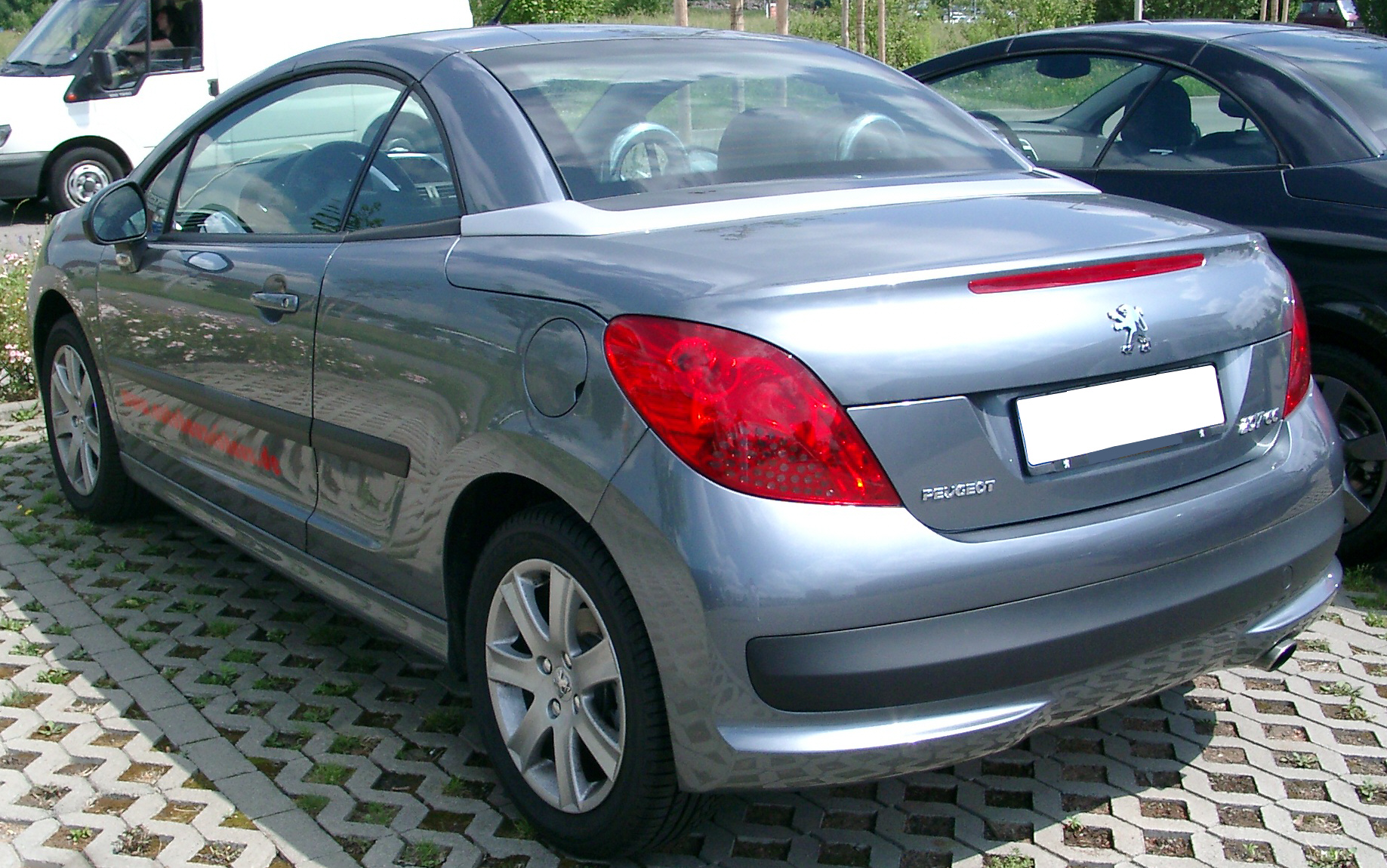
Peugeot 207 CC (2007–2009)
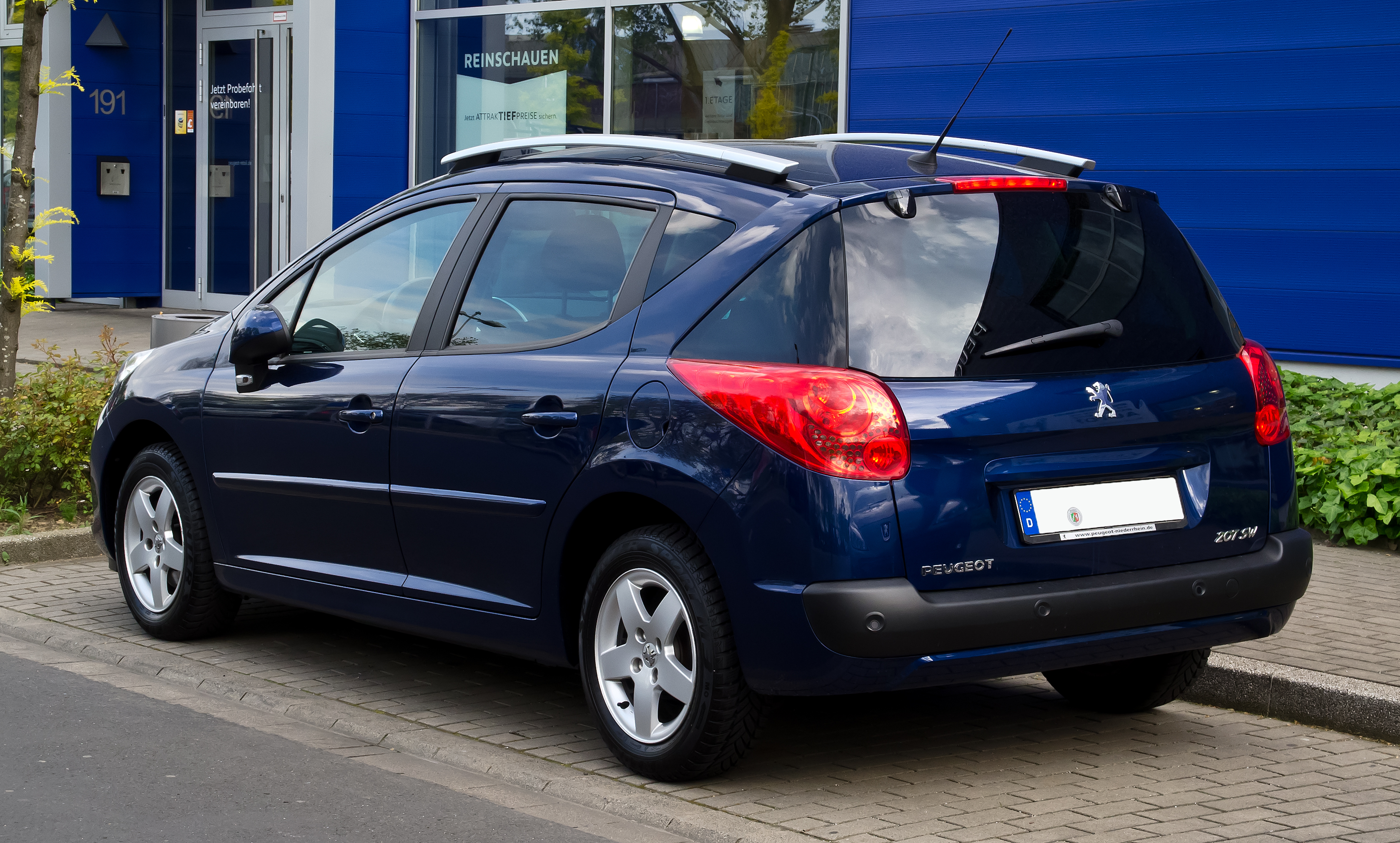
Peugeot 207 SW (2007–2009)
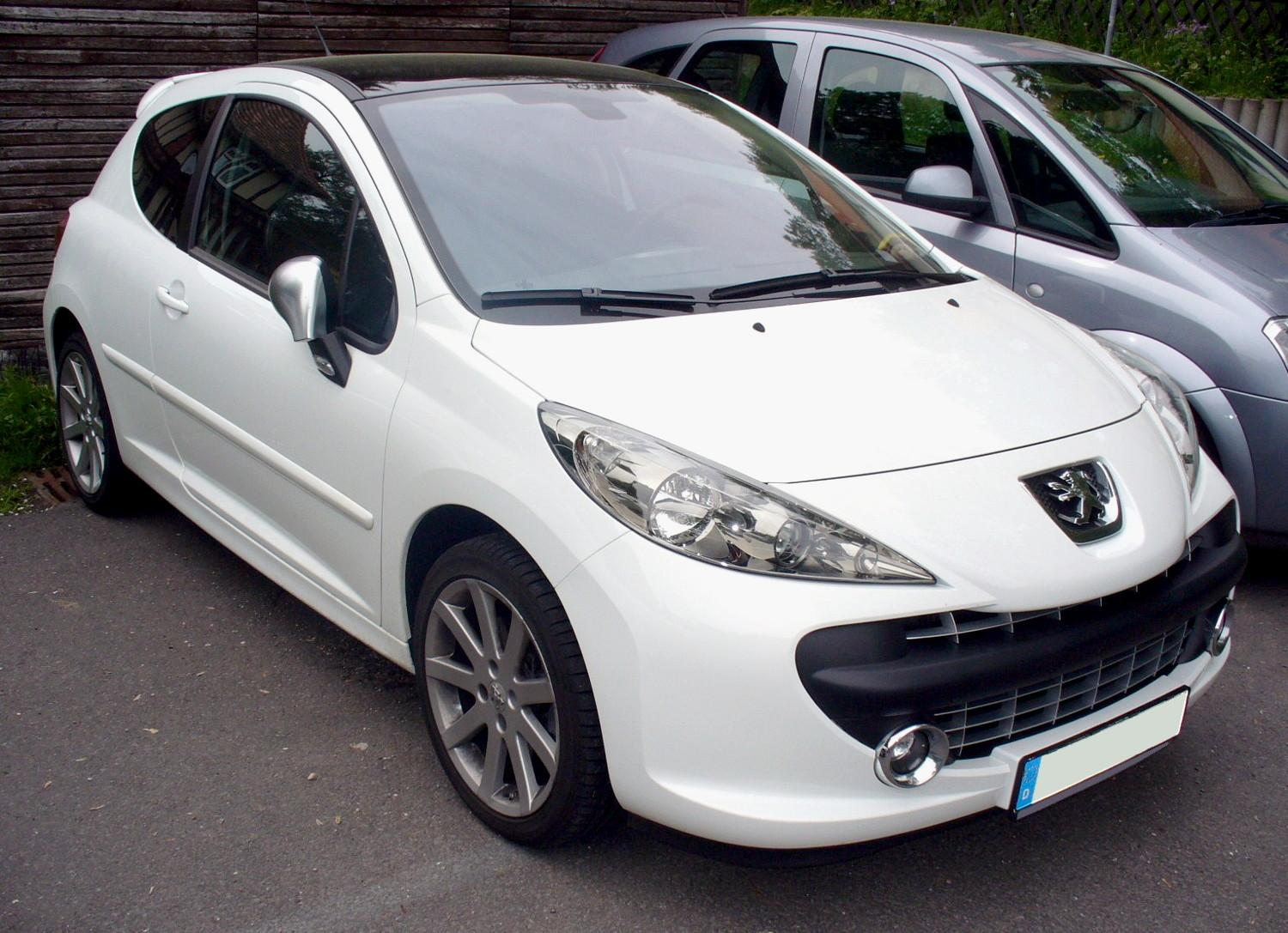
Peugeot 207 RC (2007–2009)
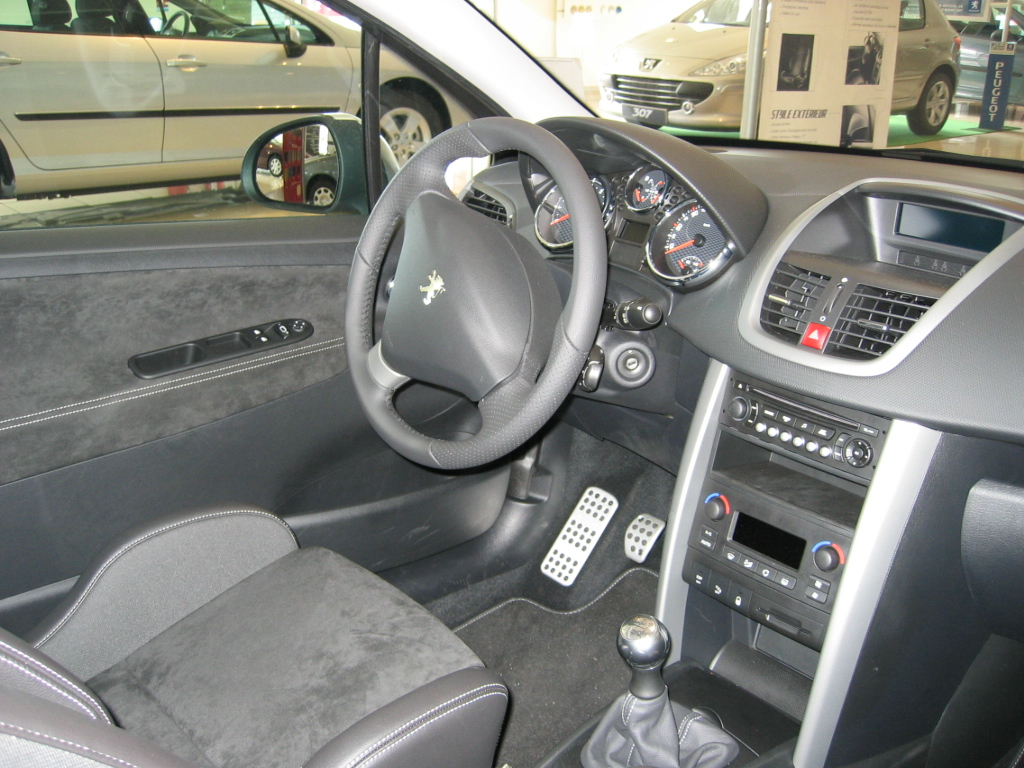
Вигляд салону

У 2009 році модель зазнала незначного рестайлінгу. 
У передній частині розташовується досить місткий бардачок, який в моделях з встановленим кондиціонером навіть охолоджується. 
У базову комплектацію Peugeot 207 входить: антиблокувальна система; подушки безпеки для водія, пасажирів і бічні; кріплення ISOFIX для дитячих крісел; передні електричні склопідйомники; аудіосистема; складні задні сидіння; функція регулювання водійського сидіння по висоті; дистанційне керування замком; сервісний індикатор.
У комплектаціях поліпшених моделей 207, також, доступні: система кондиціонування, сигналізація, система клімат-контролю, система круїз-контролю, часткове шкіряне оздоблення салону, система супутникової навігації, система регулювання тягового зусилля, спортивні крісла, запасне колесо, паркувальні сенсори, задні електричні склопідйомники, бічні дзеркала з підігрівом, ремені безпеки з функцією попереднього натягу.
Під час останньої модернізації велику увагу було приділено зовнішньому вигляду циферблатів приладів, які тепер мають хромоване оздоблення. Вікна великого розміру забезпечують відмінну всебічну видимість.

Влітку 2012 року у зв'язку з випуском нової моделі — 208 — Peugeot 207 був знятий з виробництва.

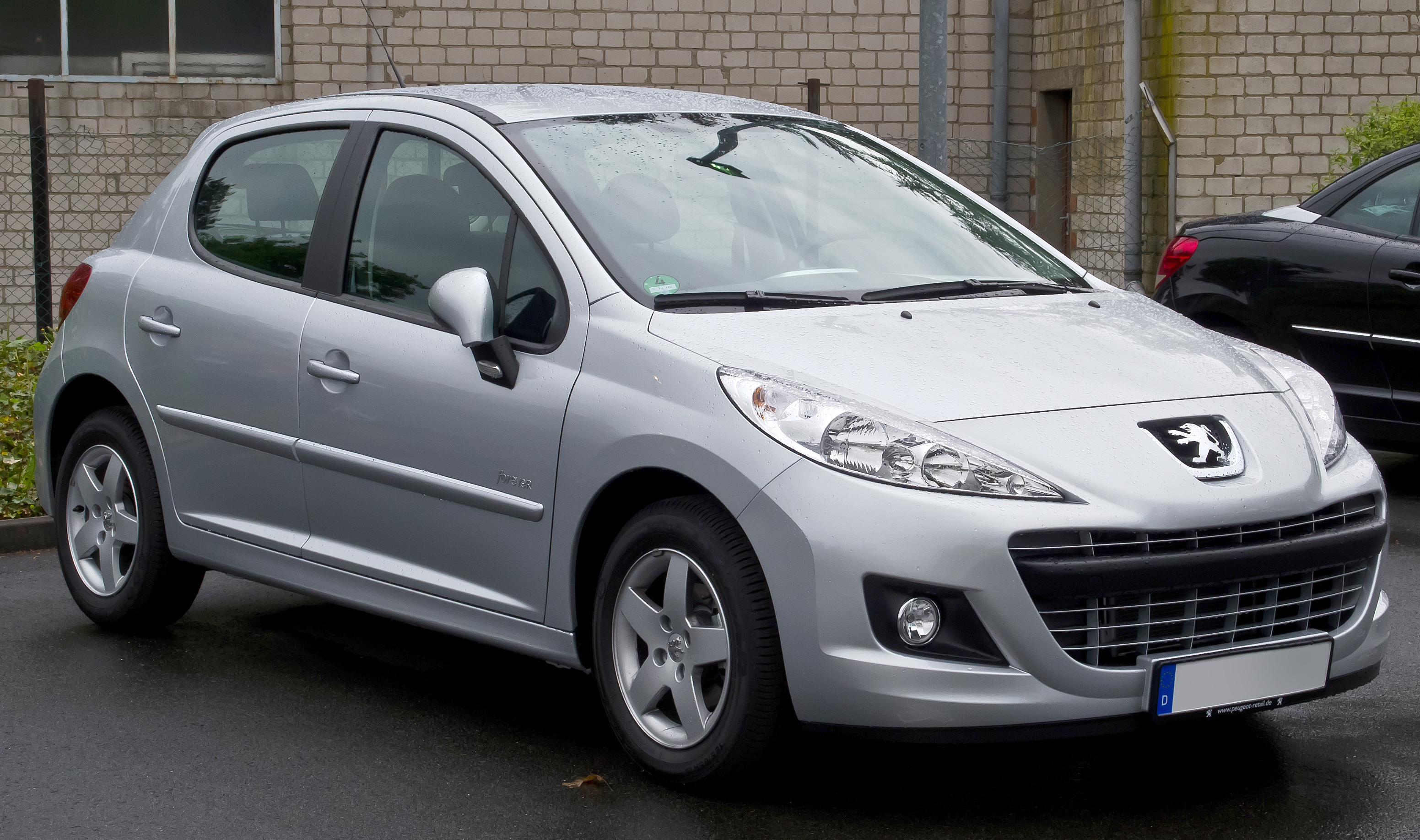
Peugeot 207 5д (2009–2012)
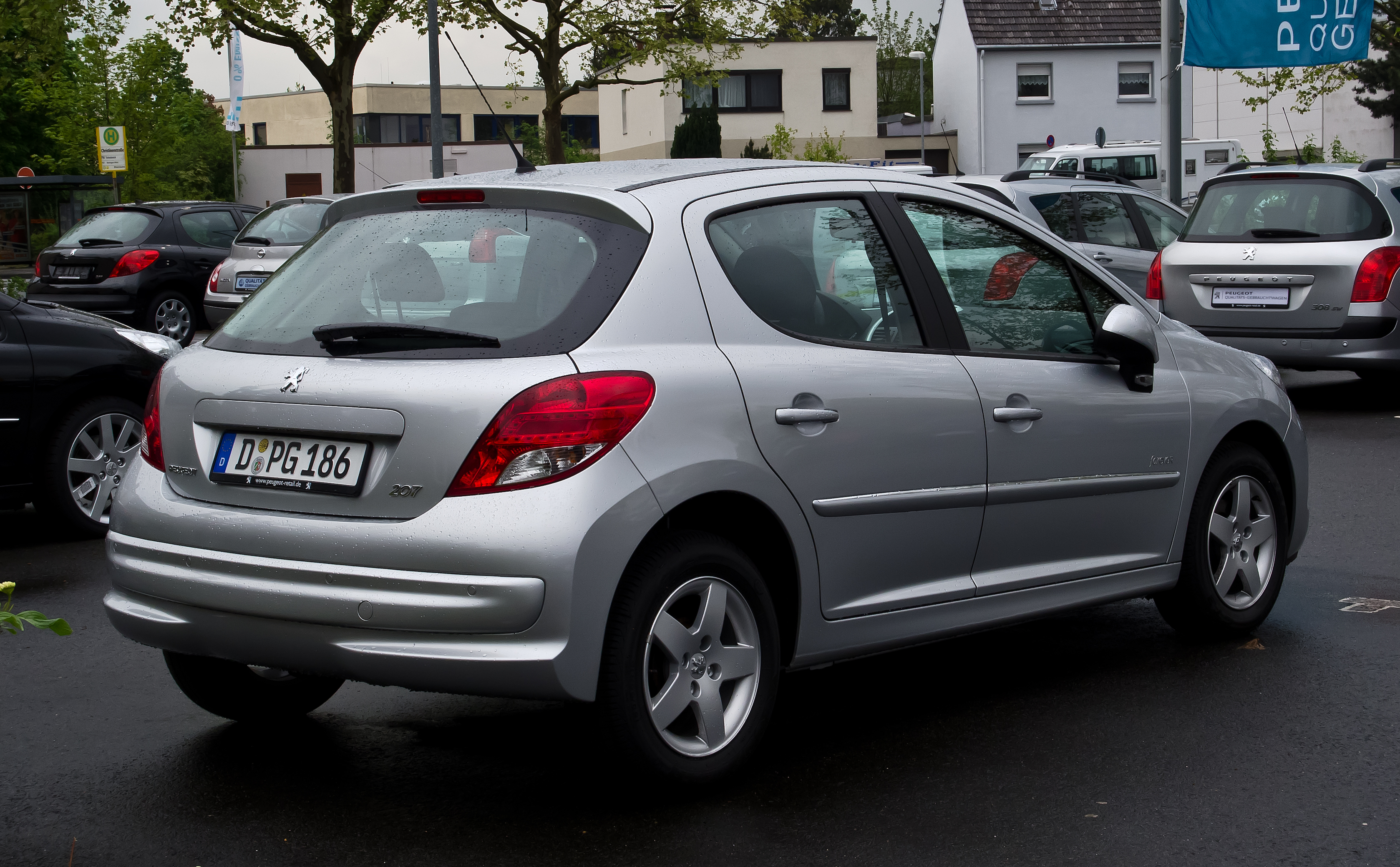
Peugeot 207 5д (2009–2012)
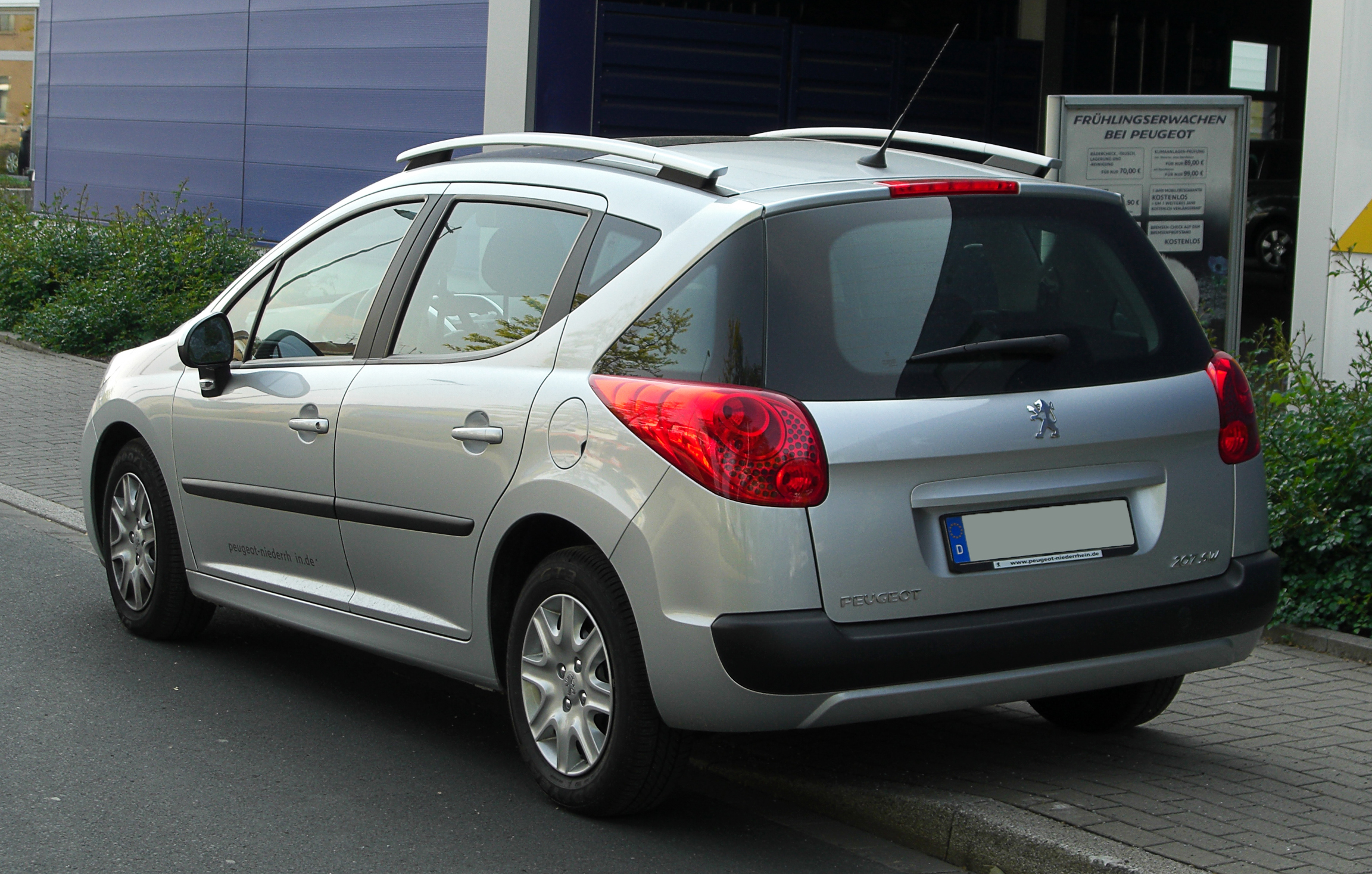
Peugeot 207 SW (2009–2013)
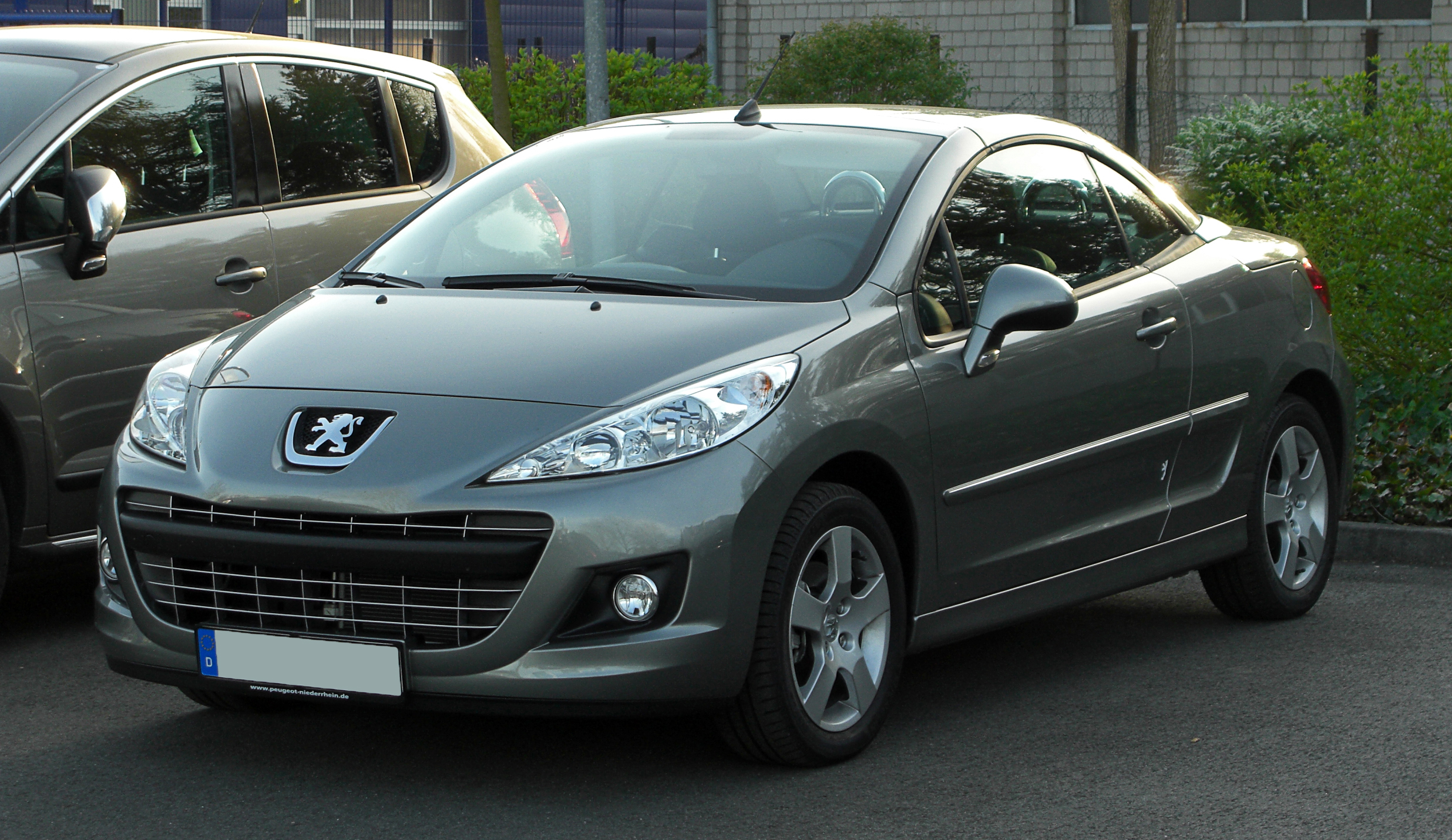
Peugeot 207 CC (з 2009)
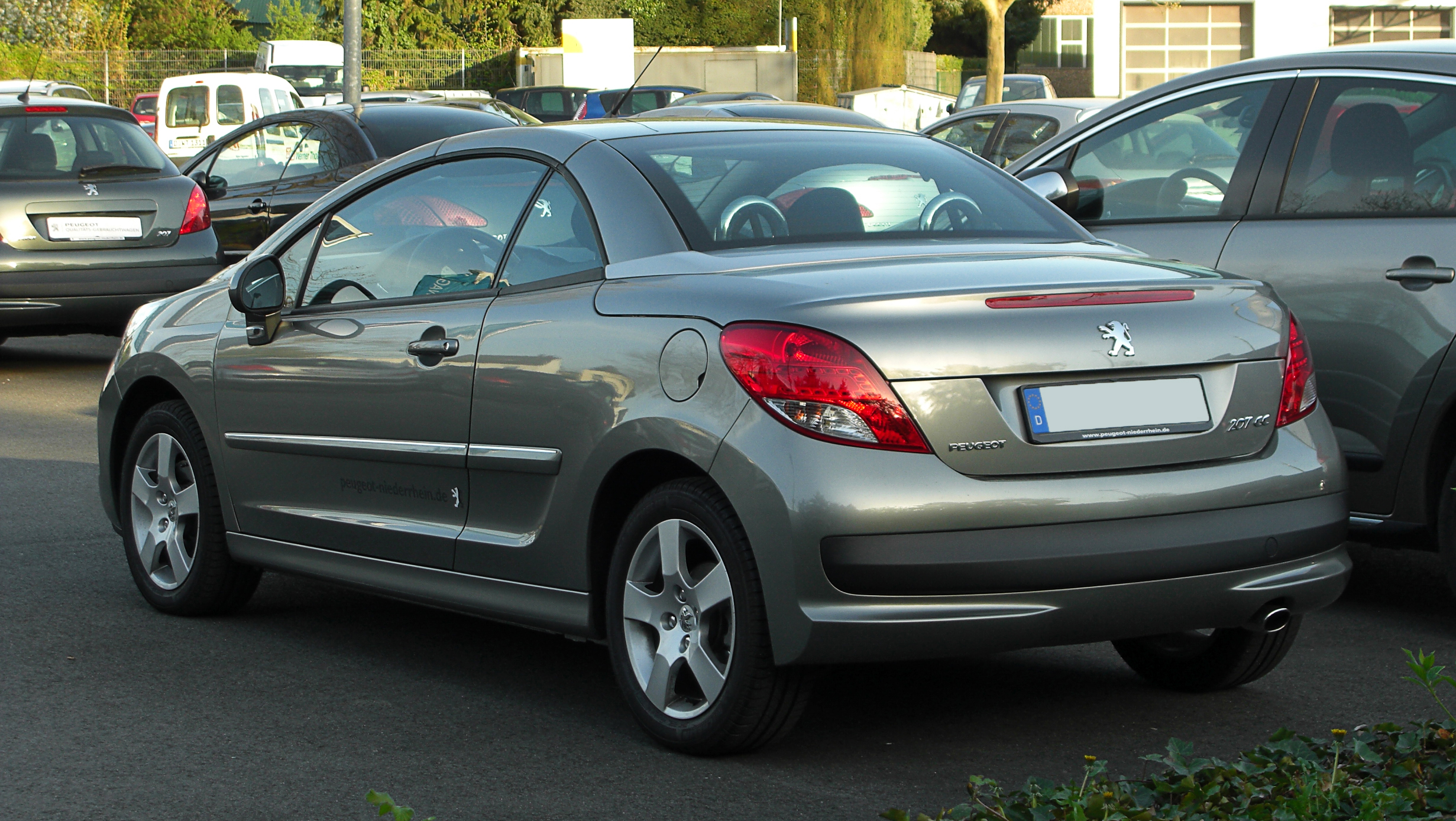
Peugeot 207 CC (з 2009)

## Двигуни
| Модель       | Об'єм     | Циліндри  | Потужність         | Роки випуску | Примітки                           |
| Бензинові    | Бензинові | Бензинові | Бензинові          | Бензинові    | Бензинові                          |
| ------------ | --------- | --------- | ------------------ | ------------ | ---------------------------------- |
| 1.4          | 1360 cm³  | 4         | 54 kW (73 к.с.)    | з 2006       |                                    |
| 1.4 16V      | 1360 cm³  | 4         | 65 kW (89 к.с.)    | 2006−2007    | замінений 95 к.с. Двигуном         |
| 1.4 16V VTi  | 1397 cm³  | 4         | 70 kW (95 к.с.)    | з 2007       | спільна розробка з BMW             |
| 1.6          | 1587 cm³  | 4         | 80 kW (109 к.с.)   | 2006−2007    | замінений 120 к.с. Двигуном        |
| 1.6 16V VTi* | 1598 cm³  | 4         | 88 kW (120 к.с.)*  | з 2007       | спільна розробка з BMW             |
| 1.6 THP*     | 1598 cm³  | 4         | 110 kW (150 к.с.)* | з 2006       |                                    |
| 1.6 THP RC   | 1598 cm³  | 4         | 128 kW (174 к.с.)  | з 2007       | тільки в RC; взято з Mini Cooper S |
| Дизельні     |           |           |                    |              |                                    |
| 1.6 HDi FAP  | 1560 cm³  | 4         | 66 kW (90 к.с.)    | з 2007       |                                    |
| 1.6 HDi FAP* | 1560 cm³  | 4         | 80 kW (109 к.с.)*  | з 2006       |                                    |

* Ці двигуни представлені і для моделі 207 CC 

- THP= (Turbo High Pressure)
- VTi= (Variable valve lift and Timing injection)

## Результати з Краш-Тесту
| Зірки в Euro NCAP з Краш-тесту |

## Peugeot 207 Супер 2000

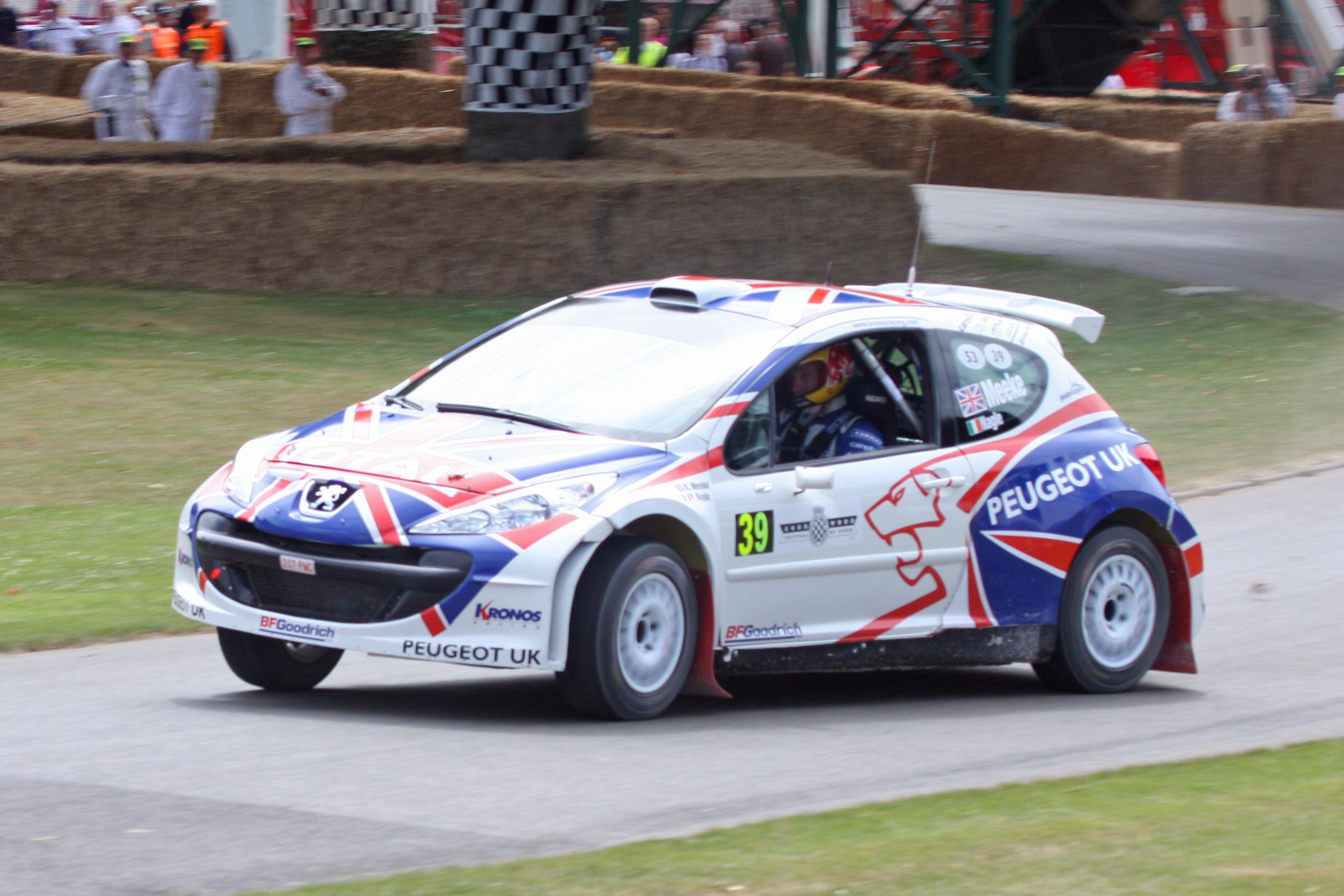
Peugeot 207 Супер 2000

Ралійна історія також продовжилася. Підготовлені хетчбеки Peugeot 207 S2000 беруть участь в серії IRC: на рахунку французької команди більшість титулів чемпіонату (переможці 2007, 2008 і 2009 років).

## Зноски
1. ↑  Як ми тестували Peugeot 207. automoto.ua. Архів оригіналу за 20 жовтня 2016. Процитовано 20 жовтня 2016.
2. ↑  Crash-Test Peugeot 207 [Архівовано 9 лютого 2010 у Wayback Machine.] (Euro NCAP 2006)